# العلاقات البولندية الناوروية
العلاقات البولندية الناوروية هي العلاقات الثنائية التي تجمع بين بولندا وناورو.

## مقارنة بين البلدين
هذه مقارنة عامة ومرجعية للدولتين:
| وجه المقارنة                                              | بولندا                                                                             | ناورو                          |
| --------------------------------------------------------- | ---------------------------------------------------------------------------------- | ------------------------------ |
| المساحة (كم2)                                             | 312.68 ألف                                                                         | 21                             |
| عدد السكان (نسمة)                                         | 38.43 مليون                                                                        | 10.08 ألف                      |
| الكثافة السكانية (ن./كم²)                                 | 122.91                                                                             | 48.00 ألف                      |
| العاصمة                                                   | وارسو                                                                              | ضاحية يارين                    |
| اللغة الرسمية                                             | اللغة البولندية                                                                    | اللغة الناورونية، لغة إنجليزية |
| العملة                                                    | زلوتي بولندي                                                                       | دولار أسترالي                  |
| الناتج المحلي الإجمالي (بليون دولار)                      | 524.51 مليار                                                                       | 113.88 مليون                   |
| الناتج المحلي الإجمالي (تعادل القوة الشرائية) بليون دولار | 1.02 تريليون                                                                       | 162.98 مليون                   |
| الناتج المحلي الإجمالي الاسمي للفرد دولار أمريكي          | 12.55 ألف                                                                          | 9.83 ألف                       |
| الناتج المحلي الإجمالي للفرد دولار أمريكي                 | 26.14 ألف                                                                          |                                |
| مؤشر التنمية البشرية                                      | 0.843                                                                              |                                |
| رمز المكالمات الدولي                                      | +48                                                                                | +674                           |
| رمز الإنترنت                                              | .pl                                                                                | .nr                            |
| المنطقة الزمنية                                           | توقيت وسط أوروبا، ت ع م+01:00، ت ع م+02:00، أوروبا/وارسو ‏، توقيت وسط أوروبا الصيفي | ت ع م+12:00                    |

## منظمات دولية مشتركة
يشترك البلدان في عضوية مجموعة من المنظمات الدولية، منها:
| علم المنظمة | اسم المنظمة                   | تاريخ انضمام بولندا | تاريخ انضمام ناورو |
| ----------- | ----------------------------- | ------------------- | ------------------ |
|             | يونسكو                        | 6 نوفمبر 1946       | 17 أكتوبر 1996     |
|             | الاتحاد البريدي العالمي       | 1 مايو 1919         | ?                  |
|             | منظمة الشرطة الجنائية الدولية | ?                   | ?                  |
|             | الأمم المتحدة                 | 24 أكتوبر 1945      | 14 سبتمبر 1999     |
|             | الاتحاد الدولي للاتصالات      | 1921                | 10 يونيو 1969      |
|             | منظمة حظر الأسلحة الكيميائية  | ?                   | ?                  |

## وصلات خارجية
- موقع وزارة الخارجية البولندية